# Бігмен
Бігмен (англ. big-man — великий чоловік) — термін, який використовується в етнографічній літературі для відзначення чоловіків, що мають великий авторитет і вплив у громадах. Головним чином, бігмени були шанованими завдяки своїм здібностям.
Бігменів вивчали переважно в Меланезії і Південно-Східнії Азії. Дослідження, проведені в Меланезії, особливо серед папуасів центрального плоскогір'я Нової Гвінеї, дозволяють стверджувати, що виникнення бігменів припадає на період формування первісної громади.
Перехід від раннього до пізнього первісного суспільства був пов'язаний із появою надмірного продукту і системою його перерозподілу. Така система отримала найменування престижної економіки, оскільки перерозподіл відбувався у формі дарування. Дарування відбувалися під час особливих урочистостей, на яких одна громада запрошувала членів інших.
Чим більше людина дарувала, тим вищий мала статус, як у своїй громаді, так і за її межами. Люди, які прагнули бути більш престижними, створювати такі системи відносин, де вони дарували не тільки виготовлені своїми руками речі, а й те, що отримували від інших. Такі системи могли охоплювати всіх членів пізньої первісної громади, а люди, що були у центрі таких систем, ставали одноосібними лідерами.
Щоб отримати авторитет, бігмени мали володіти такими якостями як: фізичне здоров'я і сила, розум, здатністю переконувати і організовувати інших, знання міфології і магічних прийомів. А завдяки своїм успіхам у веденні господарства вони ставали багатшими за інших.
При цьому бігмени всіляко прагнули збільшити своє багатство і зміцнити вплив, конкуруючи один із одним. Вони розширювали своє господарство, заохочуюючи додаткову робочу силу за допомогою полігамних шлюбів. Холостяки, які в результаті суворого поділу праці між статями не могли виконувати жіночу роботу, були змушені працювати в господарстві бігменів.
Бігмени брали на себе роль посередників під час військових зіткнень і в складних конфліктних ситуаціях. Кожен бігмен прагнув до того, щоб, як це говорили папуаси мбовамб з центрального плоскогір'я Нової Гвінеї, «його ім'я звучало на всі сторони світу».
Нащадки не одержували статус бігменів, хоча, наприклад, у тих же мбовамб сини «більш великих» і половина синів «дрібніших» бігменів, також ставали бігменами. Однак для цього вони мали володіти необхідними здібностями і докладати чималих зусиль.

## Система в Папуа-Новій Гвінеї
Перше використання цього терміна може бути знайдено в англійській трансляції Дрейсіг Джахре в Дер Сюдсі (1907) Річардом Паркінсоном. Термін може бути часто зустрічається в багатьох історичних роботах, що стосуються Папуа-Нової Гвінеї. Ендрю Стратерн застосовує концепцію великих чоловіків до громади в горі Хаген, Папуа-Нова Гвінея.
Традиційно серед народів не австрезійськомовних громад влада була отримана людиною (так званою "великою людиною"), визнаною "найбільш здатним у соціальній, політичній, економічній та обрядової діяльності". Його функція полягала не в команді, а впливати на його суспільство на його прикладі. Він повинен був виступати переговорником із сусідніми групами та періодично перерозподіляти їжу (як правило, виробляється дружинами). У цьому сенсі його розглядали як забезпечення добробуту своєї громади. Така система досі зустрічається у багатьох частинах Папуа -Нової Гвінеї та інших частинах Меланезії.